# Константинос Тарантулис
Константинос (Костас) Тарантулис (на гръцки: Κωνσταντίνος Ταραντούλης) е гръцки офицер и революционер, деец на гръцката въоръжена пропаганда в Македония от началото на XX век.

## Биография
Константинос Тарантулис е роден през 1883 година в Капсодасос, остров Крит, тогава в Османската империя. Служи в гръцката армия с офицерски чин, а след това навлиза в Македония с андартската чета на чичо си Евтимиос Каудис. Действа в Западна Македония и участва в убийства над мирни българи.
Участва като доброволец в Балканската и Междусъюзническата война 1912-1913 година. Умира през 1937 година.